# Estatística descritiva

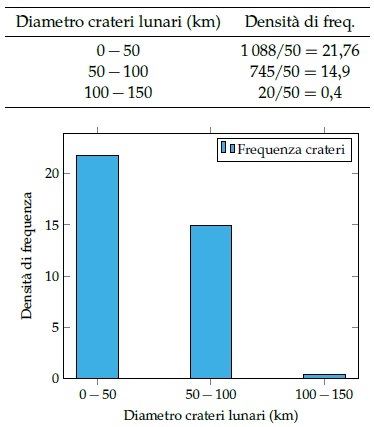
Estatistica Descritiva XVIII

A estatística descritiva é um ramo da estatística que aplica várias técnicas para descrever e resumir um conjunto de dados. Diferencia-se da estatística inferencial, ou estatística indutiva, pelo objectivo: organizar, resumir dados ao invés de usar os dados em aprendizado sobre a população. Esse princípio torna a estatística descritiva uma disciplina livre.
Algumas medidas que são normalmente usadas para descrever um conjunto de dados são medidas de tendência central e medidas de variabilidade ou dispersão. Medidas de tendência central incluem média, mediana e moda. Medidas de variabilidade incluem desvio padrão, variância, o valor máximo e mínimo, medidas separatrizes, obliquidade, curtose.

## Uso em análise estatística
A estatística descritiva fornece resumos simples sobre a amostra e sobre as observações que foram feitas. Tal resumo pode ser quantitativo ou visual. Esses resumos tanto podem formar a base da descrição inicial dos dados, como parte de uma análise estatística mais extensa, ou eles podem ser suficientes por si mesmos.
Por exemplo, a porcentagem de arremessos no basquetebol é uma descrição estatística que resume a performance de um jogador ou time. Esse número é a quantidade de arremessos bem sucedidos dividido pelo número de arremessos. Por exemplo, um jogador que consegue porcentagem de 33% faz aproximadamente um arremesso bem sucedido em cada três arremessos. A porcentagem descreve ou resume múltiplos eventos discretos. Considere também a média da [nota escolar]. Esse número descreve a performance geral de um estudante em um curso.
O uso de descrição e resumo estatísticos tem uma história intensiva e, de fato, a simples tabulação de populações e dados económicos foram a primeira forma em que a estatística apareceu. Mais recentemente, uma colecção de técnicas de resumos apareceram com o título de análise exploratória de dados. Um exemplo dessas técnicas é o diagrama de caixa.
No mundo dos negócios, estatística descritiva fornece um resumo útil de muitos tipos de dados.

### Análise univariada
A análise univariada envolve descrever a distribuição de uma única variável, incluindo sua medida central (incluindo a média, a mediana, e a Moda (estatística)) e dispersão (incluindo a diferença entre o maior e menor valor da amostragem e quantil do conjunto de dados, além da variância e do desvio padrão). A forma da distribuição pode também ser descrita com obliquidade e curtose. Características da distribuição da variável podem também ser representadas em gráficos ou tabulas, incluindo Histograma.

### Análise bivariada
Quando uma amostra consiste de mais de uma variável, a estatística descritiva pode ser usada para descrever o relacionamento entre os pares de variáveis. Nesse caso, estatística descritiva inclui:
- Tabulações cruzadas e tabelas de contingência
- Representação gráfica via gráfico de dispersão.
- As medidas quantitativas de dependência.
- As descrições de distribuição condicionais.

A razão principal para diferenciar análise univariada e bivariada é que a bivariada não é só análise descritiva simples, mas também o relacionamento entre duas variáveis diferentes. Medidas quantitativas de dependência incluem correlação (como o coeficiente de correlação de Pearson, quando ambas variáveis são contínuas, ou coeficiente de correlação de postos de Spearman, quando as variáveis são descontínuas) e covariância.

## Técnicas
As técnicas usadas costumam classificar-se como:
1. Gráficos descritivos: São usados vários tipos de gráficos para sumarizar os dados. Por exemplo: Histogramas.
2. Descrição Tabular: Usam-se tabelas para sumarizar os dados, por exemplo, tabelas de frequência.
3. Descrição Paramétrica: Na qual estimamos os valores de certos parâmetros que assumimos como complementares na descrição do conjunto dos dados. Por exemplo: Média.

## Objectivos dos parâmetros
- Podemos querer escolher um parâmetro que nos mostre como as diferentes observações são semelhantes. Os textos académicos costumam chamar a este objectivo de "medidas de tendência central".

- Podemos querer escolher parâmetros que nos mostrem como aquelas observações diferem. Costuma chamar-se a este tipo de parâmetros de "medidas de dispersão“.

## Exemplos

### Medidas de tendência central ou Medidas de posição
São medidas que indicam a localização dos dados. Costumamos responder ao primeiro desafio com o uso da média aritmética, a mediana_(estatística), ou a moda. Por vezes escolhemos valores específicos da função distribuição acumulada chamados quantis como quartis, decis, ou percentis.